# Eparchia luksorska
Eparchia luksorska (łac. Eparchia Thebana, eparchia tebańska)  – eparchia Kościoła katolickiego obrządku koptyjskiego w Egipcie, z siedzibą w Luksorze (obejmującym także starożytne Teby) w muhafazie Luksor. Została erygowana jako sufragania koptyjskiego katolickiego patriarchatu Aleksandrii 26 listopada 1895 na mocy listu apostolskiego Christi Domini papieża Leona XIII. 10 sierpnia 1947 z terytorium diecezji wydzielono eparchię asjucką, a 13 września 1981 - eparchię Sauhadżu.

## Biskupi
- Ignazio Gladès Berzi (6 marca 1896 - 29 stycznia 1925)
- Marek II Chuzam (10 sierpnia 1926 - 10 sierpnia 1947, następnie patriarcha Aleksandrii)
- Isaac Ghattas (21 czerwca 1949 - 8 maja 1967, od 1963 abp ad personam, następnie ordynariusz Al-Minja)
- Andraos Ghattas, CM (8 maja 1967 - 9 czerwca 1986, następnie patriarcha Aleksandrii)
- Aghnatios Elias Yaacoub, SJ (15 lipca 1986 - 12 marca 1994)
- Youhannes Ezzat Zakaria Badir (23 czerwca 1994 - 27 grudnia 2015)
- Emmanuel Bishay (od 16 kwietnia 2016)

Mimo podziału, diecezja liczy 360 km długości. Biskup tej diecezji
obejmuje również patronat nad Koptami-katolikami Sudanu.